# Rezerwat przyrody Natalin
Rezerwat przyrody Natalin – leśny rezerwat przyrody położony w gminie Urzędów, w powiecie kraśnickim (województwo lubelskie).
- położenie geologiczne: Wzniesienia Urzędowskie
- położenie geograficzne: Roztocze Środkowe
- powierzchnia: (według aktu powołującego) – 2,35 ha
- powierzchnia: (dane nadesłane z nadleśnictwa) – 2,52 ha
- rok utworzenia: 1976
- dokument powołujący: Zarządzenie Ministra Leśnictwa i Przemysłu Drzewnego z dnia 24 maja 1976 roku w sprawie uznania za rezerwaty przyrody (M.P. z 1976 r. nr 24, poz. 108)
- przedmiot ochrony (według aktu powołującego) – zachowanie najbardziej wysuniętego na północny wschód naturalnego stanowiska jodły pospolitej (Abies alba).

Rezerwat ten położony jest w Natalinie. Jest to część leśnictwa Wolski Bór (nadleśnictwo Kraśnik). Pod względem wielkości obiekt ten jest jednym z najmniejszych rezerwatów o charakterze leśnym w Polsce.